# 九龍巴士66線
九龍巴士66線是香港的一條已取消之巴士路線，來往大興至深水埗（欽州街）。

## 歷史
- 1978年5月8日：配合屯門公路首期通車而投入服務，並成為首條行走屯門公路的巴士線，以取代52A線（大興至荃灣碼頭，途經青山公路），初時往來大興及荔枝角橋底（現稱美孚）。
- 1980年5月6日：被66M取代，此線取消服務。
- 1980年9月1日：重投服務，但只在平日繁忙時間行走，總站遷往長沙灣。
- 1982年5月16日：配合地鐵荃灣綫（今港鐵荃灣綫）全綫通車，66M縮短至荃灣地鐵站（現稱荃灣鐵路站），本路線則延長至大角咀碼頭，並提升至每天全日服務。
- 1995年5月8日：配合大角咀地區新發展，本線由大角咀碼頭總站遷往大角咀新填海區臨時巴士總站。
- 1998年7月19日：配合奧運站公共運輸交匯處啟用，本線由大角咀新填海區臨時巴士總站遷往奧運站巴士總站。
- 2002年11月25日：本路線增設空調巴士行走（只換入2輛），標誌著途經屯門公路的全日路線再沒有全線非空調巴士服務。
- 2004年4月18日：來回程繞經屯門站（現稱屯門鐵路站）、安定及友愛一帶，成為自61M開辦，60線停駛及59A全日不經安定及友愛後，安定及友愛一帶再度有全日直接往來葵涌的巴士服務，並輔助60M、60X的龐大客量，同日本路線由大角咀奧運站縮短至深水埗（東京街），往來旺角及大角咀的服務則由與33A及37線的轉乘優惠取代。
- 2004年7月11日：深水埗總站縮短至西九龍中心地下的深水埗（欽州街）。
- 2010年7月12日：本線首次加強空調巴士服務，空調巴士增加至3輛，而普通巴士則減至6輛。
- 2010年8月9日：本線又加強空調巴士服務，空調巴士增加至6輛，而普通巴士則減至3輛。
- 2010年10月18日：本線再度加強空調巴士服務，空調巴士增加至7輛，而普通巴士則減至兩輛，並由荔枝角車廠派車。
- 2011年8月22日：本線最後一次加強空調巴士服務，空調巴士增加至8輛，而普通巴士則減至荔枝角車廠的1輛。
- 2011年11月7日：本線改為全空調巴士服務，象徵所有行走屯門公路以至整個新界西北區的專營巴士路線都提供全空調服務。[1]
- 2013年9月28日：本線與263M一併永久停駛。[2]

## 服務時間及班次
| 大興邨開         | 大興邨開    | 大興邨開     | 深水埗（欽州街）開 | 深水埗（欽州街）開 | 深水埗（欽州街）開 |
| 日期             | 服務時間    | 班次（分鐘） | 日期               | 服務時間           | 班次（分鐘）       |
| ---------------- | ----------- | ------------ | ------------------ | ------------------ | ------------------ |
| 星期一至六       | 05:40-07:08 | 22           | 星期一至六         | 06:05-07:28        | 27-28              |
| 星期一至六       | 07:08-08:06 | 14-15        | 星期一至六         | 07:28-08:55        | 21-22              |
| 星期一至六       | 08:06-10:17 | 21-23        | 星期一至六         | 08:55-10:40        | 25-28              |
| 星期一至六       | 10:17-11:40 | 27-28        | 星期一至六         | 10:40-18:10        | 17-22              |
| 星期一至六       | 11:40-17:35 | 17-20        | 星期一至六         | 18:10-00:30        | 20-27              |
| 星期一至六       | 17:35-18:20 | 20-25        |                    |                    |                    |
| 星期一至六       | 18:20-20:40 | 28           |                    |                    |                    |
| 星期一至六       | 20:40-23:30 | 18-23        |                    |                    |                    |
| 星期日及公眾假期 | 05:40-08:55 | 20-25        | 星期日及公眾假期   | 06:05-09:40        | 20-25              |
| 星期日及公眾假期 | 08:55-11:40 | 27-28        | 星期日及公眾假期   | 09:40-11:58        | 27-28              |
| 星期日及公眾假期 | 11:40-17:35 | 19-20        | 星期日及公眾假期   | 11:58-18:53        | 19-20              |
| 星期日及公眾假期 | 17:35-20:45 | 25-28        | 星期日及公眾假期   | 18:53-22:05        | 27-28              |
| 星期日及公眾假期 | 20:45-23:05 | 20           | 星期日及公眾假期   | 22:05-22:45        | 20                 |
| 星期日及公眾假期 | 23:05-23:30 | 25           | 星期日及公眾假期   | 22:45-00:30        | 25-30              |

## 收費
全程：$11.7
- 荃景圍天橋往深水埗（欽州街）：$5.5
- 荔枝角站往大興：$10.8
- 眾安街往大興：$8.7
- 豐景園往大興：$4.1

| - 本線設有12歲以下小童及65歲或以上長者半價優惠。 - 乘客可以現金或八達通於上車時付款，不設找續。 - 每位成人乘客可免費攜帶最多兩名4歲以下而不佔座位的兒童乘客乘車，超額之4歲以下小童必須繳付小童車費乘車。 - 持有「九巴月票」之乘客在車票有效期內，每日可享最多10程任何九龍巴士及龍運巴士路線（包括本路線，以及聯營路線的九龍巴士／龍運巴士提供的班次；惟乘搭機場「A」及「NA」線則可享原價二七折優惠（不會計算每天10次合資格車程））；而B1線則每日可享最多各2程（不會計算每天10次合資格車程）。 - 九龍巴士、城巴、龍運巴士及陽光巴士全職員工及家屬（不包括外判職員）可免費乘搭本路線，惟必須拍職員或職員家屬八達通。 - 乘客亦可透過多元化電子支付系統（e度嘟）繳付車資，包括使用非接觸式VISA卡、JCB卡、萬事達卡、銀聯卡、美國運通、大來國際、Discover Card、Apple Pay、Google Pay、Samsung Pay、AlipayHK「易乘碼」、支付寶、WeChatHK／微信支付「搭車碼」、銀聯雲閃付「乘車碼」及BOC Pay「乘車碼」。乘客使用此付款方式，使用此支付方式的乘客可享有中途下車之分段收費，以及與其他九巴／龍運獨營路線或聯營線九巴／龍運班次之轉乘優惠，惟不適用於與非九巴／龍運路線之轉乘優惠，亦不能享有「公共交通費用補貼計劃」及「長者及合資格殘疾人士公共交通票價優惠計劃」。 |

### 八達通轉乘優惠
- 乘搭本線往九龍方向於美孚或其後的車站登車及在上車後2.5小時內轉乘33A線或37線，次程則可免費轉車。
- 乘搭路線33A線往荃灣或37線往葵盛方向於大南西街之前的車站登車及在上車後2.5小時內轉乘本線，33A可獲$5.9優惠；37線可獲$5.5優惠。

## 使用車輛
最初以利蘭/平頂寶巴士行走，後於1980年代改派「雞車」利蘭勝利二型巴士，1990年代改用丹尼士巨龍及利蘭奧林比安11米，2002年11月加入2輛富豪奧林比安12米（3AV）空調巴士行駛，不久後改用2輛富豪奧林比安11米（AV）空調巴士。2010年為善用資源，2輛富豪奧林比安11米（AV）空調巴士改用2輛丹尼士巨龍9.9米空調巴士行走。其後本線不斷加強空調服務，令本線首次引入2輛斯堪尼亞K230UB 12米低地台單層空調巴士。
不過隨著巴士服務空調化大勢所趨，九巴加快將巴士路線轉為全空調服務的速度，2011年11月7日起，將餘下一輛普通巴士換成空調巴士行走，提升至全線空調服務，此線亦成為屯門區及整個大西北區最後一條改為全空調服務的巴士路線，象徵所有行走屯門公路以至整個新界西北區的專營巴士路線都提供全空調服務，亦令到整個新界西北區的新市鎮，再沒有普通巴士行走。
本線全冷後現時主要使用2輛富豪奧林比安11米（AV）、3輛丹尼士巨龍9.9米（ADS）、1輛富豪超級奧林比安10.6米（ASV）雙層空調巴士及2輛斯堪尼亞K230UB 12米（ASC）單層空調巴士，共8輛車。

## 行車路線
大興開經：大方街、大興街、石排頭路、鳴琴路、杯渡路、河傍街、屯門站公共運輸交匯處、杯渡路、屯門鄉事會路、海珠路、海皇路、皇珠路、屯門公路、青山公路－荃灣段、青山公路－葵涌段、葵涌道、長沙灣道、欽州街南行、欽州街西南行、未命名道路、欽州街西北行及欽州街北行。
深水埗（欽州街）開經：欽州街、長沙灣道、荔枝角道、葵涌道、青山公路－葵涌段、青山公路－荃灣段、屯門公路、皇珠路、海皇路、海珠路、屯門鄉事會路、杯渡路、河傍街、屯門站公共運輸交匯處、杯渡路、鳴琴路、石排頭路、震寰路及大方街

### 沿途車站
| 大興開 | 大興開                   | 大興開                   | 深水埗（欽州街）開 | 深水埗（欽州街）開       | 深水埗（欽州街）開       |
| ------ | ------------------------ | ------------------------ | ------------------ | ------------------------ | ------------------------ |
| 車站   | 車站名稱                 | 位置                     | 車站               | 車站名稱                 | 位置                     |
| 1      | 大興巴士總站             | 大興巴士總站             | 1                  | 深水埗（欽州街）巴士總站 | 深水埗（欽州街）巴士總站 |
| 2      | 大興商場                 | 大興街                   | 2                  | 怡閣苑                   | 長沙灣道                 |
| 3      | 大興街                   | 石排頭路                 | 3                  | 長沙灣遊樂場             | 長沙灣道                 |
| 4      | 鳴琴鐵路站               | 鳴琴路                   | 4                  | 興華街                   | 長沙灣道                 |
| 5      | 屯門消防局               | 杯渡路                   | 5                  | 荔枝角鐵路站             | 長沙灣道                 |
| 6      | 屯門鐵路站               | 屯門站公共運輸交匯處     | 6                  | 美孚鐵路站               | 荔枝角道                 |
| 7      | 屯門市中心               | 屯門市中心公共運輸交匯處 | 7                  | 葵涌交匯處               | 葵涌道                   |
| 8      | 安定邨                   | 屯門鄉事會路             | 8                  | 葵涌道荔景邨             | 葵涌道                   |
| 9      | 兆麟苑                   | 屯門鄉事會路             | 9                  | 葵芳邨                   | 葵涌道                   |
| 10     | 豐景園                   | 海珠路                   | 10                 | 光輝圍                   | 葵涌道                   |
| 11     | 荃景圍天橋               | 青山公路-荃灣段          | 11                 | 健全街                   | 青山公路-葵涌段          |
| 12     | 愉景新城                 | 青山公路-荃灣段          | 12                 | 大窩口鐵路站             | 青山公路-葵涌段          |
| 13     | 荃灣鐵路站               | 青山公路-荃灣段          | 13                 | 眾安街                   | 青山公路—荃灣段          |
| 14     | 眾安街                   | 青山公路-荃灣段          | 14                 | 福來邨永樂樓             | 青山公路—荃灣段          |
| 15     | 大窩口鐵路站             | 青山公路-葵涌段          | 15                 | 荃景圍天橋               | 青山公路—荃灣段          |
| 16     | 葵涌公立學校             | 青山公路-葵涌段          | 16                 | 豐景園                   | 海珠路                   |
| 17     | 葵俊苑                   | 葵涌道                   | 17                 | 翠寧花園                 | 海珠路                   |
| 18     | 新葵興花園               | 葵涌道                   | 18                 | 友愛邨                   | 屯門鄉事會路             |
| 19     | 葵芳邨                   | 葵涌道                   | 19                 | 屯門公園                 | 屯門鄉事會路             |
| 20     | 葵涌道荔景邨             | 葵涌道                   | 20                 | 屯門鐵路站               | 屯門站公共運輸交匯處     |
| 21     | 葵涌交匯處               | 葵涌道                   | 21                 | 屯門消防局               | 杯渡路                   |
| 22     | 美孚鐵路站               | 長沙灣道                 | 22                 | 鳴琴鐵路站               | 鳴琴路                   |
| 23     | 荔枝角鐵路站             | 長沙灣道                 | 23                 | 中電                     | 石排頭路                 |
| 24     | 昌華街                   | 長沙灣道                 | 24                 | 台山小學                 | 石排頭路                 |
| 25     | 元州邨                   | 長沙灣道                 | 25                 | 大興巴士總站             | 大興巴士總站             |
| 26     | 九龍工業學校             | 長沙灣道                 |                    |                          |                          |
| 27     | 基隆街                   | 欽州街                   |                    |                          |                          |
| 28     | 通州街公園               | 欽州街                   |                    |                          |                          |
| 29     | 南昌邨                   | 欽州街                   |                    |                          |                          |
| 30     | 深水埗（欽州街）巴士總站 | 深水埗（欽州街）巴士總站 |                    |                          |                          |

## 客量
由於當年來往屯門區至九龍市區的路線不多，而且當年屯門區往九龍的巴士線，除本線外其餘的都是駛經青山公路，因此本路線是屯門區首條行走屯門公路的對外往返市區路線。
但1980年代中起，愈來愈多特快線投入服務，本路線的地位開始動搖，自從66X於1993年末提升至全日服務後，地位更被取代。由於本線繞經荃灣及葵涌一帶，屯門區的走線亦比66X迂迴(西鐵工程展開後，屯門區內走線越來越迂迴)，班次亦較當時兩邊相同總站的66X疏落，乘客量一直偏低，除非由大興邨往來葵涌道一帶及大窩口站就必須乘搭本路線。另外在荃灣及大窩口乘搭本線往深水埗和轉乘33A或於葵芳轉乘37往旺角，更設有比港鐵便宜的分段收費$5.5，因此在荃灣、葵涌的乘客佔有一定比例。
由於乘客量持續偏低，過去數年其客量亦不斷下降，加上屯門公路轉車站首階段已於2012年底啟用，乘客於轉車站有更多在車資上及班次上更具吸引力的選擇，於2013年中當屯門公路轉車站往屯門方向啟用後，使用巴士轉乘計劃之乘客將會進一步增加，同時66線的客量亦預料會進一步減少。預期乘客量日後不會有重大改變，為善用資源，因此在屯門公路轉車站啟用後的相應巴士服務重組計劃（《2013-2013年屯門區巴士路線發展計劃》）內，建議停辦本路線，重組方案於2013年9月13日的屯門區議會交通及運輸委員會上獲得通過，本路線最終於2013年9月28日起永久停止服務，由60M、66M、66P線（已停駛）接駁屯門公路轉車站的轉乘優惠取代，由大興前往深水埗區則由66X繼承。
乘客可享用屯門公路轉車站之巴士轉乘計劃，使用60M（市中心、安定、友愛及兆麟）／66M（大興至青雲）轉乘58M／67M線來往屯門及葵涌，以八達通繳付車費享有轉乘優惠，其總車費為$9（2013年9月的收費），較66線的車費為低。

## 軼事
行走此線的利蘭奧林比安11米非空調巴士（S3BL435/FU7371）的報站機曾經因程式出錯，報站顯示出現別字，包括「屯門消車局」（屯門消防局）、「荃景圍切橋」（荃景圍天橋）、「瘋來邨永數樓」（福來邨永樂樓）及「科孚鐵路祠」（美孚鐵路站），被巴士迷多次提及。

## 外部連結
- 九巴66線—九龍巴士 （页面存档备份，存于）